# Камассия Кузика
Камассия Кузика (лат. Camassia cusickii) — луковичное травянистое многолетнее растение, вид рода Камассия (Camassia) подсемейства Агавовые (Agavoideae). Таксон назван по имени впервые собравшего растения этого вида.

## Описание
Луковицы растут группами; они широкояйцевидные, около 9 см длиной и 2 — 5 см в диаметре, с неприятным запахом.
Листья сизо-зеленые в числе 8—20, редко меньше 10, от ремневидных до мечевидных, длинно заостренные, 40—80 см длиной и 1,5—5 см шириной, волнистые по краю.
Цветонос высотой 50—100 см. Цветочная кисть до 40 см длиной, вмещает от 30 до 100 цветков. Цветки светло-голубые или белые до 3 см в диаметре, слегка зигоморфные; 3 верхних листочка околоцветника загнуты внутрь, 3 других несколько длиннее и шире первых, почти плоские, с короткими ноготками и с 2 маленькими ушками; листочки околоцветника могут быть и одинаковыми. Тычиночные нити 15—16 мм длиной, белые; пыльники желтые, качающиеся, 5 мм длиной. Столбик 1.5 см длиной. После цветения листочки околоцветника, засыхая, висят, не скручиваясь вместе, у основания плода. Зацветает раньше других Камассий.
Плод — яйцевидная или продолговатая коробочка, 15—25 мм длиной; в гнезде 5—10 семян.
Набор хромосом 2n = 30.

## Распространение
Растет на открытых склонах гор в таежной зоне на высоте 1000—2000 м над уровнем моря, на Западе США в штатах: Айдахо и Орегон.